# Rasbora borapetensis
Rasbora borapetensis es una especie de peces de la familia de los Cyprinidae en el orden de los Cypriniformes.

## Morfología
Los machos pueden llegar a alcanzar los 6 cm de longitud total.

## Hábitat
Es un pez de agua dulce.

## Distribución geográfica
Se encuentra al norte de Malasia y el río Mekong.